# Sweat equity
Sweat Equity är ett engelskt företagsekonomiskt begrepp som härstammar från fastighetsbranschen och som syftar på att arbete ("svett") kan höja värdet på en fastighet. Man ville med uttrycket belysa att en husägare som saknade kapital för att bekosta en renovering, nybyggnation eller ombyggnad, kunde få ner behovet av kapital genom att utföra arbete själv.
Inom företagsekonomin används begreppet för att beskriva att en investerare eller partner bidrar till ett bolag med arbetsinsats istället för tillskott av kapital.
På 1990-talet introducerades begreppet på finans- och företagsmarknaden i Sverige av bolaget Corporate Engineering. Amerikanska konsult- och managementföretag hade då under lång tid arbetat med att höja värdet på nystartade bolag genom att, istället för att tillföra kapital direkt, tillföra arbetsinsatser, metoder, kvalificerad ledningsförmåga och att mot provision hjälpa till att anskaffa kapital. I Sverige är det vanligare att man talar om investering i form av arbetsinsats, snarare än att utnyttja Sweat Equity som begrepp, men det förekommer.